# 회기동 단편선
회기동 단편선(1986년 2월 12일 ~ )은 대한민국의 싱어송라이터이다.